# Geotermalna elektrana Larderello
Geotermalna elektrana Larderello (Italija) je najveća geotermalna elektrana u Europi i ima ukupnu instaliranu snagu od 405 MW, a danas proizvodi 10% ukupne svjetske proizvodnje iz geotermalne energije s 4 800 GWh godišnje, što iznosi oko četvrtine ukupne godišnje potrošnje električne energije Hrvatske.
Počeci korištenja topline Zemlje kao geotermalne energije, za stvaranje električne energije, vežu se uz malo talijansko mjesto Landerello i 1904. Tamo je te godine započelo ispitivanje s tim oblikom proizvodnje električne energije, kada je para upotrijebljena za pokretanje male parne turbine koja je napajala pet žarulja, a taj se pokus smatra prvom upotrebom geotermalne energije za proizvodnju električne energije. Tamo je 1911. počela gradnja prve geotermalne elektrane koja je završena 1913. i nazivna snaga joj je bila 250 kW. To je bila jedina geotermalna elektrana u svijetu kroz gotovo pola stoljeća. Princip rada je jednostavan: hladna voda utiskuje se na vruće granitne stijene koje se nalaze blizu površine, a van izlazi vruća para oko 220 °C i pod visokim tlakom i ta para onda pokreće generatore. Iako su sva postrojenja u Landerellou uništena u Drugom svjetskom ratu, postrojenja su ponovo izgrađena i proširena, te se koriste još i danas. To postrojenje i danas električnom energijom napaja oko milijun domaćinstava tj. proizvede se gotovo 5000 GWh godišnje, što je oko 10% ukupne svjetske proizvodnje električne energije iz geotermalnih izvora. Udio geotermalnih elektrana u ukupnoj proizvodnji električne energije u svijetu manji je od 0,4%.
Još su stari Rimljani koristili toplice u mjestu Larderello za kupanje i rekreaciju. Do 18. stoljeća taj se kraj nazivao Montecerboli, dok Francuz François de Larderel nije počeo 1827.,  pomoću pare iz geotermalnih izvora, izdvajati bornu kiselinu iz vulkanskog mulja. Nakon toga se mjesto nazvalo Larderello, u spomen na Francuza i njegov rad. 
U zadnje vrijeme postoji zabrinutost za rad i održivost geotermalne elektrane Larderello, jer je tlak pare pao za oko 30%. Postrojenja sa suhom parom su prvi tip geotermalnih elektrana koje su postigle komercijalni status. Koriste suhozasićenu ili pregrijanu paru s tlakovima višim od atmosferskog tlaka, direktno iz ležišta bogatog parom. Para se, dakle, direktno iz proizvodne bušotine dovodi u turbinu i nakon ekspanzije ispuštati u atmosferu. Općenito je stvorena para pregrijana, te sadrži samo male količine drugih plinova, uglavnom CO2 i H2S. Ovakav direktni ciklus bez kondenzacije je najjednostavnija i najjeftinija opcija za proizvodnju električne energije iz geotermalne energije. Primjenjuju se u slučajevima kada para sadrži velik udio nekondenzirajućih plinova. Kod postrojenja s kondenzacijom, para se kondenzira na izlazu iz turbine i hladi u konvencionalnim rashladnim tornjevima. Nastali kondenzat može se koristiti u rashladnom sustavu elektrane i trebao bi se utiskivati nazad u ležište. Na taj način ležište bi se obnavljalo, te bi se održavao potreban tlak.